# Luzino (stacja kolejowa)
Luzino – stacja kolejowa w Luzinie, w województwie pomorskim, w Polsce. Według klasyfikacji PKP ma kategorię dworca lokalnego.

## Opis
Stacja w Luzinie jest obsługiwana przez Polregio oraz trójmiejską SKM. Stacja posiada dwa perony oraz 4 tory, w tym 3 czynne. Stacje obsługują dwa posterunki "Lu" i "Lu1". Posterunek "Lu" zlokalizowany jest w budynku dworca PKP. W budynku znajduje się również kasa biletowa. Stacja Luzino jest również graniczną stacją obowiązywania Biletów Metropolitalnych emitowanych przez Metropolitalny Związek Komunikacyjny Zatoki Gdańskiej.

## Ruch pasażerski
| Rok  | Wymiana pasażerska na dobę |
| ---- | -------------------------- |
| 2017 | 3 800                      |
| 2022 | 500-699                    |